# گتان (مرکزی مهرستان)
گتان، روستایی در دهستان دهی بخش مرکزی شهرستان مهرستان در استان سیستان و بلوچستان ایران است.

## جمعیت
بر پایه سرشماری عمومی نفوس و مسکن در سال ۱۳۹۵، جمعیت این روستا برابر با ۱۵۷ نفر (۴۵ خانوار) بوده‌است.